# Vườn quốc gia Hallasan
Vườn quốc gia Hallasan (Tiếng Hàn: 한라산국립공원, Hanja: 漢拏山國立公園, Hán Việt: Hán Nã Sơn Quốc Lập Công Viên) nằm ở tỉnh Jeju, Hàn Quốc. Nơi đây trở thành công viên quốc gia thứ 9 vào năm 1970. Tại đây có ngọn núi cao nhất ở Hàn Quốc, ngọn núi lửa hình khiên Hallasan trên đảo Jeju. Công viên này được công nhận là Khu dự trữ sinh quyển của UNESCO năm 2002, và là Di sản thế giới năm 2007.
Vườn quốc gia Hallasan được quản lý bởi chính quyền đặc khu tỉnh Jeju. Đây là công viên quốc gia duy nhất trong số 22 công viên quốc gia không được quản lý Cục Vườn quốc gia Hàn Quốc.

## Các cung đường
Hallasan có 7 cung đường:
Cung đường Eorimok (탐방 로) (6,8 km): Bắt đầu từ Trung tâm Du khách Công viên Quốc gia Hallasan (độ cao 970 m) và kết thúc tại đường giao cắt tại vách đá phía Nam (độ cao 1.600 m), mất khoảng 3 giờ đi bộ.
Cung đường Yeongsil (탐방) (5,8 km): Bắt đầu từ Văn phòng Quản lý Yeongsil (độ cao 1.000 m) đến đường giao cắt tại vách đá phía Nam, mất khoảng 3 giờ 15 phút đi bộ.
Cung đường Seongpanak (탐방) (9,6 km): Bắt đầu từ trung tâm du khách đến hồ Baengnokdam (백록담/白鹿潭) trên đỉnh núi Hallasan, mất khoảng 4,5 giờ đi bộ.
Cung đường Seokgulam (탐방 로) (1,5 km), mất khoảng 30 phút đi bộ.
Cung đường Gwaneumsa (관음 siêu) (8,7 km): Bắt đầu từ Khu cắm trại Gwaneumsa đến hồ Baengnokdam trên đỉnh núi Hallasan, mất 5 giờ đi bộ.
Cung đường Donnaeko (탐방 로) (7 km): Bắt đầu từ Trung tâm du khách (độ cao 500m) đến đường giao cắt tại vách đá phía Nam, mất 3,5 giờ đi bộ.
Cung đường Eoseungsaengak (탐방) (1,3 km): Bắt đầu từ Trung tâm Du khách Công viên Quốc gia Hallasan đến đỉnh Eoseungsaeng-oreum, mất 30 phút đi bộ.

## Địa hình
Khu vực núi Hallasan có diện tích 153.112 km2, cao 1.950 m so với mực nước biển, là ngọn núi cao nhất ở Hàn Quốc. Ngọn núi này được hình thành trong kỷ Neogen (đệ tứ), đại Kainozoi (đại Tân sinh) do sự phun trào của núi lửa. Hallasan cấu tạo chủ yếu bằng đá bazan và trải rộng về phía đông và phía tây, độ cao giảm dần. Phần phía nam có địa thế dốc.Trên đỉnh núi có một hồ miệng núi lửa tên là Baekrokdam (백록담/白鹿潭),
Khu vực núi Hallasan có một số loài thực vật và động vật núi cao bao gồm 1800 loài thực vật, bao gồm 400 tiêu bản thực vật và 50 loại thực vật đặc hữu.